# Flickingeria xantholeuca
Flickingeria xantholeuca là một loài thực vật có hoa trong họ Lan. Loài này được (Rchb.f.) A.D.Hawkes mô tả khoa học đầu tiên năm 1965.